# Вруда (станция)
Вру́да — станция (по факту — бывшая) Октябрьской железной дороги в Волосовском районе Ленинградской области на линии Мга — Ивангород. Расположена в посёлке Вруда. При строительстве на линии второго пути превратилась в остановочный пункт.
С южной стороны станции расположена низкая платформа, а также строится высокая. С северной стороны станции расположена частично построенная высокая платформа, на которую уже производится посадка и высадка пассажиров.
На станции останавливаются все проходящие через неё пригородные поезда:
- 6661 Санкт-Петербург, Балтийский вокзал — Ивангород
- 6662 Ивангород — Санкт-Петербург, Балтийский вокзал
- 6673 Санкт-Петербург, Балтийский вокзал — Сланцы
- 6674 Сланцы — Санкт-Петербург, Балтийский вокзал

Расписание автобусов и поездов по Волосовскому и Кингисеппскому районам